# Vincenzo Pellegrini
Vincenzo Pellegrini (Pesaro, vers 1562 - Milan, 23 août 1630) est un compositeur et maître de chapelle italien, actif d'abord à Pesaro puis à la cathédrale de Milan pendant vingt ans.

## Biographie
Vincenzo Pellegrini termine son apprentissage au séminaire de Pesaro. Selon le registre des paiements un Vincenzo apparaît en 1582 en tant que chanoine directeur du chœur de la chapelle nouvellement créé à Pesaro. Il est ensuite désigné comme organiste de la cathédrale dans ses Canzoni de intavolatura d’organo fatte alla francese, parues en 1599 à Venise, composé de treize pièces. L'ouvrage est dédié à Livia della Rovere (1585–1641) qui épouse, cette année-là, le duc Francesco Maria II d'Urbino.
Parmi les élèves de Pellegrini à Pesaro, figure Galeazzo Sabbatini (vers 1597–1662) auteur de cinq livres de madrigaux et théoricien de la musique.

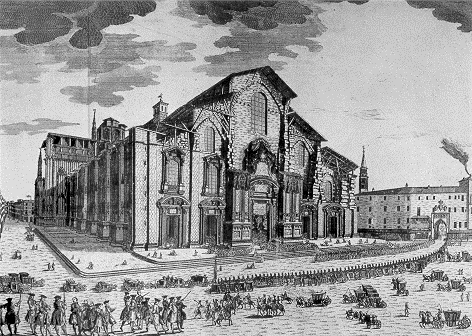
La cathédrale de Milan en 1735.

En octobre 1611, Pellegrini est nommé maître de chapelle de la cathédrale de Milan, à la succession de Giulio Cesare Gabussi (vers 1555–1611). Cinq de ses compositions paraissent dans le Parnassus musicus Ferdinandæus publié à Venise en 1615 et en 1619, il fait paraître Pontificalia Ambrosianae Ecclesiae ad Vesperas musicali concentui accomodata réussissant en quatre volumes, 84 de ses compositions, 25 de Gabussi et d'autres œuvres de musiciens liés à la cathédrale. L'ouvrage est divisé en deux parties de l'année liturgique (hiver et été).
Vincenzo Pellegrini garde son poste à la cathédrale jusque fin 1630. Il meurt peut-être à cause de la peste.
Sa musique religieuse est conforme aux directives du Concile de Trente et ses compositions sont restées longtemps dans le répertoire de la chapelle de Pesaro. Mais ce sont ses canzone instrumentales pour orgue lui ont permis de demeurer au répertoire ailleurs. Sa redécouverte moderne est faite par le musicologue Luigi Torchi en 1899, qui publie deux canzone (La serpentina et La capricciosa).

## Œuvres
- Canzoni de intavolatura d’organo fatte alla francese, Venise 1599, Giacomo Vincenti — dédié à Livia della Rovere
- Missarum liber primus, Vernise, vers 1603-1604. Contient cinq messes à 4 voix et trois à 5 voix — dédié à Clément VIII
- Sacri concentus a 1-6 voci, Venise 1619, Giacomo Vincenti — dédié au duc d'Urbino, Francesco Maria II
- Pontificalia Ambrosianae Ecclesiae ad Vesperas musicali concentui accomodata, 4 vol. Milan 1619, Giorgio Rolla
- Hymni, posthymni et lucernaria in solemnitatibus totius anni secundum sanctae Ambrosianae Ecclesiae consuetudinem, 4 vol. Milan 1619, Giorgio Rolla

## Éditions modernes
- Canzoni de intavolatura d’organo fatte alla francese, dans Corpus of Early Keyboard, vol. 35, 1972[3]